# Kórfovka
Kórfovka (en rus: Корфовка) és un poble del krai de Primórie, a l'Extrem Orient de Rússia, que en el cens del 2010 tenia 150 habitants.